# 토미 리먼
토미 리먼(Tommy Reamon, 1952년 3월 12일 ~ 2025년 5월 22일)은 미국의 배우이다.

## 출연 작품

### 영화
- 달라스의 투혼 (1979, North Dallas Forty)

### 텔레비전
- 형사 Q (1978-79)
- 미녀 삼총사 (1979-81)